# Heinrich von Porbeck
Heinrich Philipp Reinhard von Porbeck (* 15. Oktober 1771 in Cassel; † 28. Juli 1809 bei Talavera) war ein badischer Generalmajor und Militärschriftsteller.

## Leben
Porbecks Vater (geb. Bödicker) war bürgerlicher Herkunft. Er war durch einen Onkel adoptiert worden und führte seither den Namen von Porbeck. Auf dem väterlichen Gut Kalbsburg bei Fritzlar (heute Teil der Stadt Borken) wurde Heinrich von Hauslehrern wissenschaftlich unterrichtet. Er studierte auf Wunsch seines Vaters zunächst Kameralwissenschaft, aber als er 18 Jahre wurde gab sein Vater seinen Wünschen nach zum Militär gehen zu dürfen und trat (wie auch sein Vater) in die Dienste des Landgrafen von Hessen-Kassel. Im Jahre 1787 wurde er Fahnenjunker im Garde-Regiment, 1790 Fähnrich und schließlich 1792 Adjutant des Generals von Wurmb. In dieser Stellung zog er bis 1795 in den Ersten Koalitionskrieg gegen das revolutionäre Frankreich.
Nach dem Krieg verfasste er ein Buch mit dem Titel Kritische Geschichte der Operationen zur Verteidigung Hollands 1794–95 (Braunschweig 1802–04), das in der Folgezeit heftig umstritten blieb. Schon seit 1798 hatte er sich schriftstellerisch betätigt und Beiträge im Neuen militärischen Journal des späteren preußischen Heeresreformers Scharnhorst veröffentlicht. Danach war er als Herausgeber der Zeitschrift Neue Bellona tätig.
Inzwischen war er zum Quartiermeisterleutnant im hessischen Generalstab ernannt worden und hatte den Rang eines Premierleutnant erreicht. Doch seit 1801, als er nach Marburg in die Position versetzt wurde, die er schon vor dem Krieg innegehabt hatte, trug er sich mit dem Gedanken in die Dienste eines anderen Fürsten zu treten. Durch die Vermittlung des Kriegskameraden Oberst von Baumbach trat er 1803 in badische Dienste über. Hier wurde er Capitän und Flügeladjutant. Auch sein Vater und sein Bruder wechselten zu diesem Zeitpunkt in badische Dienste.
In Baden wurde er schon im September 1803 Mitglied des Kriegsministeriums und einer Kommission zur Reformierung des badischen Heerwesens. Schnell stieg er zum Oberstleutnant und Kommandeur des neuen Leib-Grenadier-Regimentes auf. Mit diesem nahm er 1807 im Krieg Kaiser Napoleons I. gegen Preußen an der Belagerung von Stralsund teil. Danach war er 1808 kurzzeitig Chef des badischen Generalstabs. Im August 1808 wurde Porbeck als Generalmajor zum Befehlshaber des badischen Kontingents ernannt, das im Rahmen des IV. Korps des Generals François-Joseph Lefebvre in den Krieg gegen Spanien zog. Dort übernahm er das Kommando über die 1. Brigade der Division Lewal. Diese führte er in den Gefechten von Zornossa (31. Oktober 1808) und Valmaseda (18. November 1808). Im Dezember zog die Brigade in Madrid ein. Porbeck konnte sich im März 1809 noch einmal in den Gefechten bei Val de Cannas (19. März) und Medellin (28. März) auszeichnen. Am 28. Juli 1809 fiel er in der Schlacht von Talavera, als er einen Bajonettangriff auf das englische Zentrum anführte.

## Familie
Er heiratete am 29. August 1798 Amalie Bornemann (1778–1813). Das Paar hatte mehrere Kinder:
- Friedrich Ernst Heinrich (1802–1867), Generalleutnant und Mitglied der badischen Landstände

⚭ 1835 Hannah Colman (1803–1844), Tochter des Arthur Colman
⚭ 1846 Sophie Steinwachs (1824–1885)
- Ludwig Viktor (1805–1851), Geschäftsträger der badischen Gesandtschaft in Preußen
- Mathilde Caroline Amalie (* 1807), Hofdame der Markgräfin Elisabeth ⚭ Freiherr Friedrich von Reck (1792–1845), Kammerherr und Regierungsdirektor